# Elmar Altvater
Elmar Altvater (ur. 24 sierpnia 1938 w Kamen, zm. 1 maja 2018 w Berlinie) – niemiecki politolog, profesor nauk politycznych w Instytucie Otto Suhra (Otto-Suhr-Institut, OSI) Wolnego Uniwersytetu w Berlinie. Po odejściu na emeryturę w dniu 30 września 2004, nadal pracował aktywnie w instytucie, prowadząc działalność dydaktyczną i badawczą.

## Życiorys
Po uzyskaniu matury w 1959 w gimnazjum w Kamen do roku 1963 Elmar Altvater studiował na Uniwersytecie w Monachium ekonomię i socjologię. W 1968 roku na podstawie rozprawy Gesellschaftliche Produktion und ökonomische Rationalität: externe Effekte und zentrale Planung im Wirtschaftssystem des Sozialismus (Społeczna produkcja i ekonomiczna racjonalność: zewnętrzne efekty i centralne planowanie w systemie gospodarczym socjalizmu) obronił doktorat. Od 1968 do 1970 roku był pracownikiem naukowym na Uniwersytecie Erlangen-Nürnberg. Następnie odszedł z Instytutu Otto Suhra (OSI) i przeszedł na wydział nauk politycznych Wolnego Uniwersytetu w Berlinie. Tutaj otrzymał w 1971 stanowisko profesora ekonomii politycznej.
Elmar Altvater podczas pracy w Instytucie Otto Suhra angażował się w działalność ruchów studenckich 68er-Bewegung w Berlinie. W 1970 roku był współzałożycielem gazety PROKLA, czasopisma socjalistycznego podejmującego problemy ekonomiczne, ekologiczne oraz polityki marksistowskiej. To Altvater właśnie wniósł ogromny wkład w upowszechnianie marksistowskich poglądów. Jako członek Niemieckiego Socjalistycznego Związku Studentów (Sozialistischer Deutscher Studentenbund, SDS) był aktywistą oraz jednym z liderów ruchu 68er-Bewegung w mieście Offenbach.
Równolegle do swojej działalności akademickiej Altvater był również aktywistą społecznym. Był jednym z założycieli organizacji Związek 90/Zieloni, później jednak (od czasów konfliktu w Kosowie) zaczął się dystansować do tej organizacji. Był też jednym z członków założycieli think tanku Institut Solidarische Moderne.